# Pedra de Agando
Pedra de Agando ou  Pedra Agando em castelhano:  (Roque de Agando) é uma formção rochosa localizada na ilha de La Gomera nas Ilhas Canárias. É um dos marcos de La Gomera e é frequentemente utilizado como símbolo da ilha.
A Pedra de Agando é um dos mais proeminentes do grupo de agulhas vulcânicas da ilha conhecido como Los Roques. Os outros são chamados de Pedra Ojila e Pedra Zarcita, também com algum destaque aparecem a Pedra e a Pedra Las Lajas. A pedra encontra-se entre a capital San Sebastián e o Parque Nacional de Garajonay, o que o torna um ponto turístico muito conhecido.
Não é possível chegar ao cume a pé. Durante o século XX algumas rotas de escalada foram estabelecidas, porém com o objetivo de preservar o local, a prática foi proibida, assim como os passeios através das trilhas próximas.
Restos de templos para sacrifícios do povo Guanche foram encontrados no cume e estavam bem preservados até a década de 1980, quando foram coletados por um grupo alemão como parte de um documentário.